# Мартинијана По
Мартинијана По (итал. Martiniana Po) је насеље у Италији у округу Кунео, региону Пијемонт.
Према процени из 2011. у насељу је живело 781 становника. Насеље се налази на надморској висини од 459 м.

## Становништво
Према резултатима пописа становништва 2011. у општини је живело 781 становника.
| 1936. | 1951. | 1961. | 1971. | 1981. | 1991. | 2001. | 2011. |
| ----- | ----- | ----- | ----- | ----- | ----- | ----- | ----- |
| 1.255 | 1.152 | 930   | 794   | 745   | 729   | 667   | 781   |